# Canada Cup i ishockey 1981
Canada Cup i ishockey 1981 spelades i Kanada och vanns av Sovjetunionen, som slog Kanada i finalserien. Kanada vann grundseriematchen mot Sovjetunionen med klara 7-3 och var därför favoriter också i finalen. Sovjetunionen utklassade dock Kanada med hela 8-1 i finalen i Montréal, efter storspel av Vladislav Tretiak - särskilt i första perioden som slutade 0-0, trots 12-4 till Kanada i skottstatistiken.
Turneringen var först planerad till olympiaåret 1980, men på grund av det oroliga politiska läget vid den tiden (olympiska sommarspelen 1980 i Moskva bojkottades av flera väststater med USA i spetsen) flyttades turneringen fram ett år i tiden.
Turneringen blev en stor besvikelse för Sverige. NHL-stjärnor som Börje Salming, Ulf Nilsson, Anders Hedberg, Kent Nilsson samt färska Stanley Cup-mästarna Stefan Persson och Anders Kallur lyckades bara vinna matchen mot Finland och förlorade sina andra fyra matcher. I den svenska truppen saknades Bengt-Åke Gustafsson och Mats Näslund p.g.a. skador, Bob Nystrom p.g.a. kontraktsförhandlingar, och andra meriterade spelare som Willy Lindström, Dan Labraaten och Roland Eriksson p.g.a. prioritering av andra spelare i laguttagningen.
Finlands insats påminde rätt långt om Sveriges: Jari Kurri & co. var äntligen tillgängliga för landslagsspel men laget lyckades bara ta en poäng, mot USA i den för Finland betydelselösa sista grundseriematchen.

## Resultat
- USA 3-1 Sverige
- Tjeckoslovakien 1-1 Sovjetunionen
- Kanada 9-0 Finland
- Tjeckoslovakien 7-1 Finland
- Sovjetunionen 6-3 Sverige
- Kanada 8-3 USA
- Sverige 5-0 Finland
- Sovjetunionen 4-1 USA
- Tjeckoslovakien 4-4 Kanada
- Kanada 4-3 Sverige
- Sovjetunionen 6-1 Finland
- USA 6-2 Tjeckoslovakien
- Finland 4-4 USA
- Tjeckoslovakien 7-1 Sverige
- Kanada 7-3 Sovjetunionen

### Semifinaler
- Sovjetunionen 4-1 Tjeckoslovakien
- Kanada 4-1 USA

### Final
- Sovjetunionen 8-1 Kanada

## Slutställning
- 1.  Sovjetunionen
- 2.  Kanada
- 3.  Tjeckoslovakien
- 4.  USA
- 5.  Sverige
- 6.  Finland

## Poängligan
| Plats | Spelare           | SM | M | A  | Poäng |
| ----- | ----------------- | -- | - | -- | ----- |
| 1     | Wayne Gretzky     | 7  | 5 | 7  | 12    |
| 2     | Mike Bossy        | 7  | 8 | 3  | 11    |
| 3     | Bryan Trottier    | 7  | 3 | 8  | 11    |
| 4     | Guy Lafleur       | 7  | 2 | 9  | 11    |
| 5     | Aleksej Kasatonov | 7  | 1 | 10 | 11    |

## All Star Team
- Målvakt: Vladislav Tretjak, Sovjetunionen
- Backar: Arnold Kadlec, Tjeckoslovakien; Aleksej Kasatonov, Sovjetunionen
- Forwards: Gilbert Perreault, Kanada; Mike Bossy, Kanada; Sergej Sjepelev, Sovjetunionen
- MVP: Vladislav Tretjak, Sovjetunionen

## Spelartrupper

### Sverige
- Målvakter: Pelle Lindbergh, Peter Lindmark, Göte Wälitalo.
- Backar: Thomas Eriksson, Peter Helander, Tomas Jonsson, Lars Lindgren, Stefan Persson, Börje Salming, Mats Waltin.
- Forwards: Kent-Erik Andersson, Jan Erixon, Thomas Gradin, Anders Hedberg, Anders Håkansson, Anders Kallur, Bengt Lundholm, Lars Molin, Kent Nilsson, Ulf "Lill-Pröjsarn" Nilsson, Jörgen Pettersson, Thomas Steen, Patrik Sundström, Ulf Isaksson.
- Tränare: Anders "Ankan" Parmström.